# 邓肯·爱德华兹
邓肯·爱德华兹（1936年10月1日—1958年2月21日），英格蘭足球运动員，曾效力于曼聯和英格蘭足球代表隊，在1950年代是時任曼聯領隊麥·畢士比麾下的畢士比寶貝之一。他是在慕尼黑空難中遇難的8名球員之一。  
出生於達德利的愛華士在年少時已获曼聯雇用，随后成為甲級聯賽最年輕的球員，以及第二次世界大戰後英格蘭隊中最年輕的球員。在短短五年的職業足球生涯中，他曾經協助曼聯贏得兩次足球聯賽冠軍，并打入歐洲盃四強。1958年2月，雖然他在慕尼黑空難中獲救，但延至15天後傷重不治。

## 生平

### 早年
1936年10月1日，愛華士出生於達德利伍德賽德的莫爾文路（Malvern Crescent）旁的一間房子裡，當時那裡是屬於伍斯特郡的範圍。他是格拉德斯通（Gladstone）和薩拉·安妮·愛華士（Sarah Anne Edwards）的長子，他的妹妹卡羅爾·安妮出生在1947年，但在出生14週後夭折。其後，他舉家搬到位於修道院村的榆樹路31號。1941至48年間，他就讀於修道院小學（Priory Primary School）；1948至52年間，他就讀於伍爾弗漢普頓街中學（Wolverhampton Street Secondary School）。他曾代表達德利、伍斯特郡、伯明翰和區隊踢球，與此同時，他也是莫里斯舞校隊成員。他獲選中參加全國莫里斯和劍舞節（National Morris and Sword Dancing Festival），與此同時亦獲英格蘭學校足球聯會U14提供試訓機會，湊巧兩者都是同一天，而他最終選擇了後者。
愛華士在英格蘭學校U14的表現讓人印象深刻，並入選英格蘭學校代表隊（English Schools XI）。1950年4月1日，他在溫布萊球場對威爾斯U14的賽事中首次上陣。他很快就獲任命為隊長，任期達兩個球季。這時候，他已經成功引起大球會的注意，曼聯球探傑克·奧布賴恩（Jack O'Brien）在1948年向領隊麥·畢士比說：「今天我看見一位特別值得關注的12歲學童。他的名字叫鄧肯·愛華士，來自達德利。」
時任英格蘭學校隊教練祖·梅沙極力主張麥·畢士比簽入愛華士，當時他已經受到狼隊和阿士東維拉的注意。1952年6月2日，他以業餘球員的形式加盟曼聯。他首次與球會簽訂職業合同的日期卻有爭議，有些報告指是在1953年10月，在他17歲生日時簽訂，但亦有人認為是在一年前簽訂的。曼聯方面認為較為可信的是較早的日期，無論麥·畢士比本人還是教練伯特·惠利都在午夜左右抵達他的家中，以確保他盡快簽下合同，但據其他報導稱，他早已經簽下業餘合同。時任狼隊領隊斯坦·卡利斯對於未能簽入這位獲得高度評價的本土少年感到憤慨，並且指責曼聯提供不正當的金錢來誘惑他和其家人，不過他卻認為自己一直希望能夠效力位於蘭開夏郡的曼聯。出於他未必會在足球界中取得成功的考量，於是他当上了木匠學徒。

### 足球生涯
愛華士在曼聯青年隊展開其足球生涯，並代表球隊上陣數次，其中包括1953年足總青年盃的決賽，最終球隊贏得冠軍，不過在決賽之前他早已代表一隊上陣過。1953年4月4日，他在甲級聯賽對卡迪夫城的賽事中首次上陣，曼聯最終以1-4的比分不敵對手，而年僅16歲零185天的他則成為甲級聯賽最年輕處子上陣球員。由於曼聯隊中有很多相對來說較為年老的球員，因此麥·畢士比熱衷於引入年輕球員，他、丹尼斯·維奧勒和積奇·布蘭弗羅等都是在1953年引進的年青球員，後來被統稱為畢士比寶貝。《曼徹斯特衛報》對他的處子戰表現評論道：「他良好的傳球和射門能力说明他很有前途，作為一位翼衛，他則應該移動得更快。」
1953/54球季，愛華士成為常規球員。他在對基爾馬諾克的友賽中的表現令人印象深刻後，他在1953年10月31日作客對哈德斯菲爾德的賽事中入替受傷的亨利科·伯恩上陣，隨後又在聯賽上陣24次，以及在足總盃不敵般尼的賽事中上陣。不過，他仍然積極參與青年隊比赛並協助球隊成功卫冕足總青年杯冠军。1954年1月20日，他首次代表英格蘭U23在意大利舉行的比赛中上陣，與此同時獲考慮列入英格蘭国家队名单，但選拔委員會认为他在對阿仙奴的賽事中表現差劣，因而没有徵召其入隊。
隨後的一季，愛華士正選上陣36次並攻入他首個職業賽入球。1954年9月18日，他的表現恢復後，選拔委員會派人前往觀看他對哈德斯菲爾德的賽事，雖然他已經入選為足球聯賽11人（Football League XI）對蘇超聯賽聯隊的友賽的隊員名單中，但是短期內英格蘭隊方面卻未有任何動靜。3月，他代表英格蘭B隊在對德國B隊的賽事中上陣，儘管有些報刊批評他在賽事的「表現糟糕」（poor showing），不過一週後他仍然獲得英格蘭隊徵召。1955年4月2日，他在英國本土四角錦標賽對蘇格蘭的賽事中上陣，當時年僅18歲零183天的他成為第二次世界大戰後英格蘭隊最年輕的處子上陣球員，這項紀錄直至1998年才被米高·奧雲打破。三週後，他獲曼聯選入青年隊以希望取得足總青年盃三連冠。這次將英格蘭國腳置於青年隊的決定受到嚴厲的批評，麥·畢士比被逼迫在報紙上撰文捍衛自己的決定，曼聯最終亦如願以償贏得足總青年盃，締造三連冠的成績。
1955年5月，愛華士被選入英格蘭隊进行歐洲之旅，期間分別與法國、葡萄牙和西班牙進行球賽，他在三場賽事中均正選上陣。歐洲之旅結束後，他在軍隊當兵兩年，當時與他年齡相近的所有英國男性均需要強制服兵役。雖然，他與隊友卜比·查爾頓一同駐紮於鄰近什魯斯伯里的力斯列菲，不過他獲准告假並代表曼聯出賽。他亦曾經在軍隊賽事中上陣，在一個球季裡他總共上陣了接近100場賽事。1955/56球季，儘管他因為患上嚴重流感而缺陣約兩個月，他仍然代表曼聯上陣33次，而曼聯當季最終以11分的差距壓倒黑池成為英格蘭足球聯賽冠軍。隨後的一季，他在聯賽上陣34次，憑其突出的表現協助球隊連衛冕聯賽冠軍，並協助球队打入1957年足總盃決賽，然而球隊最終以1-2的比分敗給阿士東維拉而失去成為雙料冠軍的機會。另外，他在球隊首次打進歐洲盃的賽事中上陣了7次，其中包括以10-0的比分擊敗安德列治的賽事，直至目前為止仍然是球隊的最大比分取勝紀錄。當時，他也是英格蘭隊的正選球員，他在1958年世界盃外圍賽所有4場賽事都起到重要作用，其中在1956年12月5日對丹麥的賽事中連進兩球，協助英格蘭隊以5-2的比分勝出。他獲預料是英格蘭在決賽中的關鍵球員，以及很大機會取代年老的比利·胡禮擔任球隊隊長。
1957/58球季，愛華士的良好表現，導致傳出有意大利頂級球會希望簽入他。1958年2月1日，他在其最後一場在英格蘭的賽事中攻入首球，協助球隊以5-4的比分擊敗阿仙奴。傳媒在賽後批評他的表現，週日畫報的記者寫道：「我不認為愛華士在這場緊揍賽事中的表現，能使在現場觀看的英格蘭領隊沃爾特·溫特伯留下深刻印象，有關阿仙奴的第4個入球，他明顯犯錯，他不是將球清掉而是在浪費時間。」5日後，他在對貝爾格萊德紅星的賽事中上陣，這是他人生最後一場賽事，雙方最終3-3打成平手，兩回合總計曼聯以5-4的比分晉級歐聯四強。

### 逝世

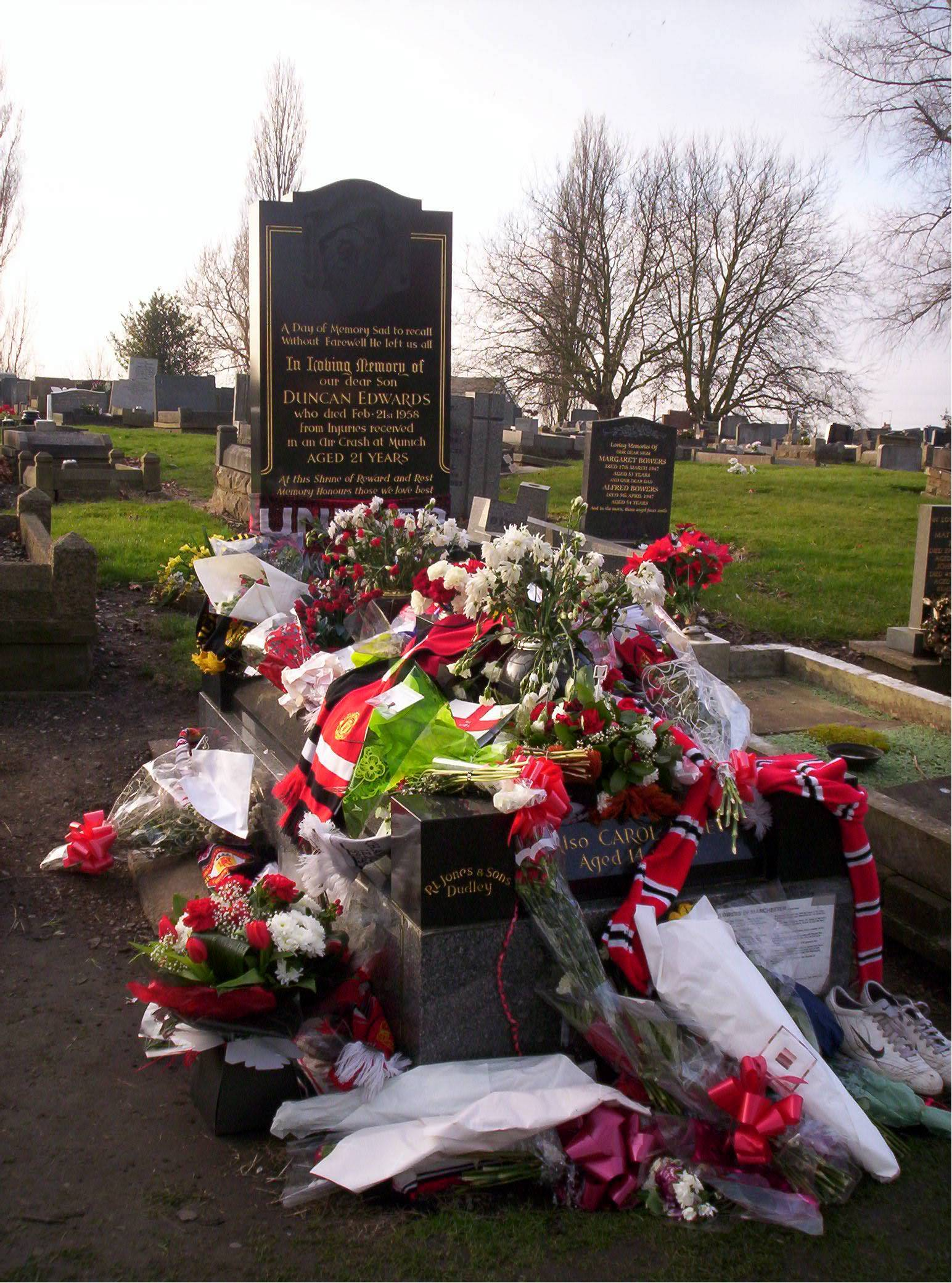
愛華士在達德利的墓碑幾乎完全被球迷獻花和禮物所覆蓋。

1958年2月6日，愛華士和他的隊友從貝爾格萊德乘坐飛機返回英格蘭，飛機在德國慕尼黑補給燃料後再次起飛時墜毀。7名球員和其他14名乘客當場死亡，幸存的爱德华兹腿部和肋骨多處骨折，腎臟嚴重受損，被送往慕尼黑工业大学附属医院抢救。醫生在治療過後仍有信心他會康復，但说他以后很有可能將永遠不能再踢球。
翌日，醫生將人工腎臟送到醫院，不過人工器官減低了爱德华兹血液的凝血能力，他開始內出血。虽然如此，据说他当时还問時任曼聯助教占美·梅菲：「對狼隊的賽事什麼時間開始？我一定不能錯過這場賽事 。」醫生對他的生命力感到不可思議，不過經過長期奮鬥，他最终在1958年2月21日因為腎功能衰竭而逝世。
5天後，愛華士和他的妹妹卡羅爾·安妮合葬於達德利墳場，超過5,000名群眾於達德利街道兩旁列隊送別。他的墓碑上刻有：「一天的記憶，悲傷的回憶，沒有告別，他離開了我們所有人。」，球迷至今仍不時到其墓前憑弔。

### 纪念与评价
在愛華士的家鄉，人們以不同的形式來紀念他。1961年，麥·畢士比將有愛華士球員形象的彩繪玻璃窗安置於修道院村的聖弗朗西斯教堂。1999年，卜比·查爾頓和愛華士的母親在鎮中心豎立了一座銅像。1993年，英國房屋協會總部附近的一條接近他安葬墳場的死胡同被命名為「鄧肯·愛華士巷」（Duncan Edwards Close）。修道院村的雷恩的巢酒吧附近是愛華士長大的地方，該地方在2001年更名為「鄧肯·愛華士」以向其致敬，但5年之後因為受到縱火破壞而結束營業。2006年，造價10萬英鎊的遊樂設施在他小時候經常玩耍的修道院公園開幕。2008年，達德利南部的旁路更名為「鄧肯·愛華士路」。
与愛華士同時代的人对他的能力不乏赞美之言。卜比·查爾頓形容他是「唯一讓他感到自卑的球員」，並形容他的去世是「曼聯和英格蘭足球有史以來最大的悲劇」。泰利·雲拿保斯亦說道：「如果愛華士仍在世，那將會由他以隊長身份捧起1966年世界盃冠軍，而不是卜比·摩亞。」汤米·多彻蒂也認為：「毫無疑問，在我看來，鄧肯將成為有史以來最偉大的球員。不僅在英國，包括曼聯和英格蘭，在全世界上都是最好的。佐治·貝斯是很特别的球員，比利和迪亞高·馬勒當拿也是，不過我认为鄧肯的能力和技巧更為全面。」爱德华兹的足球才華，使他在2002年成为首批进入英格蘭足球名人堂的运动员之一。

## 踢球風格
雖然愛華士主要出任防守中場，但他被認為可以出任球場上任何位置。有一次，他因為有前鋒受傷而在開賽時改為出任前鋒，其後又改為出任中堅。他最大的價值是他的體能和他的在球場上的影響力，因此獲形容將會是一名出色的年輕球員，而且他特別提高他的耐力。卜比·摩亞形容愛華士防守時好比直布羅陀巨巖，同時亦指出他是「未來的前進動力」。他的身形優勢，使他獲得了「大鄧」（Big Dunc）和「坦克」（The Tank）的綽號，而且他亦經常獲評為最不屈不撓的球員。
愛華士亦被認為在防守時具有力量及防守對手的時間恰到好處，而他左右腳的傳球和射門的能力則同樣出色。他在球場上亢奮的情緒、擅長頭球和遠距離的大力射球也令人印象深刻。1956年，他在對西德的賽事中射入一球後，他像榴彈炮般的射球獲當地媒體給予嘭嘭（Boom Boom）的外號。

## 生涯數據
上陣入球上陣入球上陣入球上陣!!入球!!上陣!!入球

| 球會     | 球季     | 足球聯賽 甲級聯賽 | 足球聯賽 甲級聯賽 | 足總盃 | 足總盃 | 歐洲盃 | 歐洲盃 | 慈善盾 | 慈善盾 | 合計 | 合計 |   |   |
| -------- | -------- | ----------------- | ----------------- | ------ | ------ | ------ | ------ | ------ | ------ | ---- | ---- | - | - |
| 球會     | 球季     | 曼聯              | 1952–53           | 1      | 0      | 0      | 0      | 0      | 0      | 0    | 0    | 1 | 0 |
| 1953–54  | 24       | 曼聯              | 0                 | 1      | 0      | 0      | 0      | 0      | 0      | 25   | 0    |   |   |
| 1954–55  | 33       | 曼聯              | 6                 | 3      | 0      | 0      | 0      | 0      | 0      | 36   | 6    |   |   |
| 1955–56  | 33       | 曼聯              | 3                 | 0      | 0      | 0      | 0      | 0      | 0      | 33   | 3    |   |   |
| 1956–57  | 34       | 曼聯              | 5                 | 6      | 1      | 7      | 0      | 1      | 0      | 48   | 6    |   |   |
| 1957–58  | 26       | 曼聯              | 6                 | 2      | 0      | 5      | 0      | 1      | 0      | 34   | 6    |   |   |
| 生涯總計 | 生涯總計 | 151               | 20                | 12     | 1      | 12     | 0      | 2      | 0      | 177  | 21   |   |   |

| 代表隊   | 球季     | 上陣 | 入球 |
| -------- | -------- | ---- | ---- |
| 英格蘭   | 1954–55  | 4    | 0    |
| 英格蘭   | 1955–56  | 5    | 1    |
| 英格蘭   | 1956–57  | 6    | 3    |
| 英格蘭   | 1957–58  | 3    | 1    |
| 生涯總計 | 生涯總計 | 18   | 5    |

## 足球以外
愛華士是絕對戒煙主義者，他的性格非常內向，興趣只有釣魚、打撲克牌和去電影院。雖然，他曾經與隊友一同參加舞會，不過他在社交場合中卻缺乏自信。占美·梅菲形容他為「未被糟蹋的男孩」（unspoilt boy）並且保留著很重的黑郡口音，因此他的隊友偶而會半開玩笑地模仿他的口音。有一次，他因為騎乘無燈的自行車而被警察攔下，並且遭當局和球會罰款5先令，以及兩星期的工資。
愛華士逝世前居住在斯特雷特福德金雀花大道的出租公寓。他的未婚妻莫莉·利奇（Molly Leech）在奧爾特靈厄姆紡織機械製造商的辦公室工作，而爱德华兹去世时她年僅22歲。兩人在曼徹斯特機場一家酒店的宴會中遇上，交往一年後訂婚，他們亦是莫莉·利奇朋友約瑟芬·斯托特女兒的教父母。
愛華士亦曾在得力素葡萄糖片劑的廣告中亮相，以及撰寫《防守球員這條路》（Tackle Soccer This Way）一書，由於這些商業活動，使他在球季期間每週獲得15英鎊的工資，夏天則是每週12英鎊。他死後，他的家人批准將書出版，這本書停止出版多年後，於2009年11月重新出版。

## 外部連結
- （英文）鄧肯·愛華士紀念網站 （页面存档备份，存于）